# Dmitri Olegowitsch Orlow

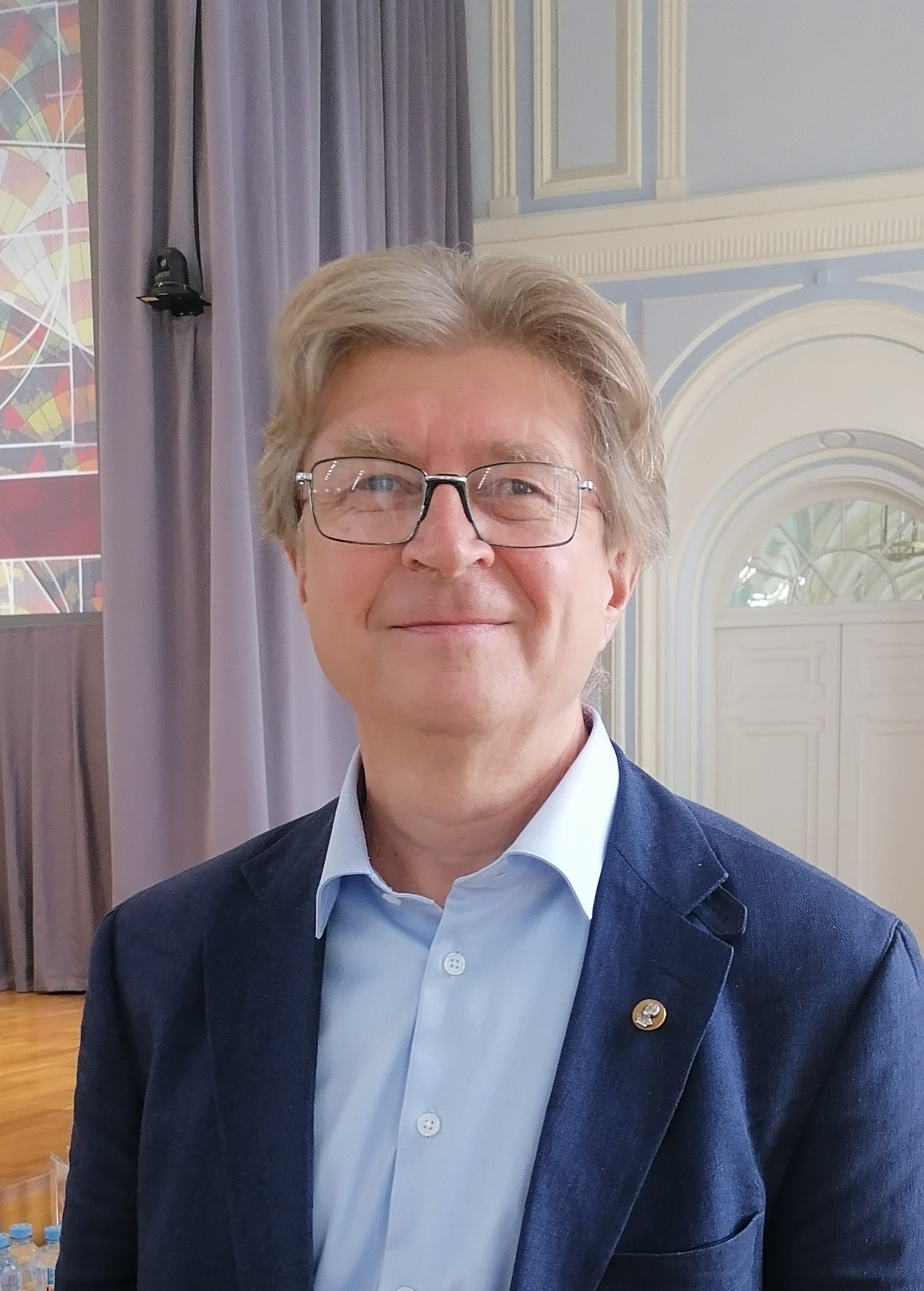
Dmitri Olegowitsch Orlow, 2024

 Dmitri Olegowitsch Orlow, russisch Дмитрий Олегович Орлов, englische Transkription Dmitri Olegovich Orlov, (* 19. September 1966 in Wladimir) ist ein russischer Mathematiker.
Orlow wurde 1991 an der Lomonossow-Universität bei Wassili Alexejewitsch Iskowskich (und Alexei Igorewitsch Bondal) promoviert. 2002 habilitierte er sich (russischer Doktortitel). Er ist am Steklow-Institut in Moskau.
Er befasst sich mit homologischer Algebra (derivierte und triangulierte Kategorien), algebraischer Geometrie (derivierte algebraische Geometrie, Spiegelsymmetrie, quasikohärente Garben) und nichtkommutativer Geometrie. Er gehört zu den Pionieren einer sich in Entwicklung befindlichen Kategorientheorie, die kommutative und nichtkommutative algebraische Geometrie über verstärkte triangulierte Kategorien (englisch: enhanced triangulated categories) von quasikohärenten Garben verbindet. Mit Alexei Bondal bewies er ein nach ihnen benanntes Rekonstruktionstheorem für glatte Varietäten aus derivierten Kategorien kohärenter Garben.
Zu seinen Doktoranden zählt Alexander Iwanowitsch Jefimow (Efimov).
Er war eingeladener Sprecher auf dem Internationalen Mathematikerkongress in Peking (Derived categories of coherent sheaves, mit A. Bondal). Seit 2019 ist er volles Mitglied der Russischen Akademie der Wissenschaften.

## Schriften (Auswahl)
- mit A. Bondal: Semi-orthogonal decomposition for algebraic varieties, Arxiv, 1995
- mit A. Bondal: Reconstruction of a variety from the derived category and groups of autoequivalences, Compositio Math., Band 125, 2001, S. 327–344, Arxiv
- mit A. I. Bondal: Derived categories of coherent sheaves, Proc. Internat. Congress of Mathematicians, Peking, 2002, Arxiv
- Quasi-coherent sheaves in commutative and non-commutative geometry, Izv. RAN. Ser. Mat., Band 67,  2003, S. 119–138
- Derived categories of coherent sheaves and equivalences between them, Russian Mathematical Surveys, Band 58, 2003, S. 511
- mit A. N. Kapustin: Lectures on mirror symmetry, derived categories, and D-branes, Russian Mathematical Surveys, Band 59, 2004, S. 907–940, Arxiv
- Derived categories of coherent sheaves and motives, Russian Mathematical Surveys, Band 60, 2005, S. 1242–1244, Arxiv
- mit V. A. Lunts, A. I. Efimov: Deformation theory of objects in homotopy and derived categories, Teil 1, Advances in Mathematics, Band 222, 2009, S. 359–401, Arxiv, Teil 2, Band 224, 2010, S. 45–102, Arxiv, Teil 3, Band 226, 2011, S. 3857–3911, Arxiv
- mit Valery A. Lunts: Uniqueness of enhancement for triangulated categories, J. Amer. Math. Soc., Band 23, 2010, S. 853–908, Arxiv
- Formal completions and idempotent completions of triangulated categories of singularities, , Adv. Math., Band 226, 2011, S. 206–217, Arxiv
- Landau-Ginzburg Models, D-branes, and Mirror Symmetry, Mat. Contemp., Band 41, 2012, S. 75–112, Arxiv
- Derived noncommutative schemes, geometric realizations, and finite dimensional algebras, Russian Math. Surveys, Band 73, 2018, S. 865–918, Arxiv